# Alfstedt
Alfstedt är en kommun och ort i Landkreis Rotenburg i förbundslandet Niedersachsen i Tyskland.
Kommunen ingår i kommunalförbundet Samtgemeinde Geestequelle tillsammans med ytterligare fyra kommuner.